# Gesina Boevé
Gesina Berendina Boevé (Rotterdam, 1 december 1881 – Zeist, 5 november 1958) was een Nederlands graficus en schilder.

## Leven en werk
Boevé was een dochter van boekhouder Egbert Boevé (1866-1928) en Hendrika Tjaltje Elisabeth Schoonhoven (1876-1927). Ze werd opgeleid aan de Academie van Beeldende Kunsten en Technische Wetenschappen in Rotterdam en kreeg les van onder anderen Antoon Derkzen van Angeren, Alexander van Maasdijk, Frederik Nachtweh en Ferdinand Oldewelt. 
Boevé maakte onder meer schilderijen, litho's, houtsnedes en etsen met christelijk religieuze voorstellingen, figuurvoorstellingen en portretten. Het Algemeen Handelsblad noemde haar werk in 1928 doorvoeld "en steeds belangwekkend, ook wanneer het wat zwak van vorm blijkt." Cornelis Veth besprak haar twee jaar later als "een fijn, maar niet sterk talent, waarbij alle kracht uit gevoelsdiepte voortkomt". Boevé exposeerde geregeld, onder meer als lid van Teekengenootschap Pictura, Arti et Amicitiae en R 33. Haar werk is opgenomen in de collecties van het Museum Catharijneconvent, Centraal Museum en Rijksmuseum Amsterdam.
De kunstenares overleed in 1958, op 76-jarige leeftijd. Een jaar later werd bij de Rotterdamse Kunststichting een herdenkingstentoonstelling gehouden.